# Talitrus
Talitrus is een geslacht van vlokreeften uit de familie van de Talitridae.

## Soorten
- Talitrus curioi Javier & Coleman, 2010
- Talitrus gulliveri Miers, 1875
- Talitrus saltator (Montagu, 1808) (Strandvlo)
- Talitrus trukana K. H. Barnard, 1960